# 土黄鼹形田鼠
土黄鼹形田鼠（英語：Transcaucasian mole vole），Ellobius lutescens，是仓鼠科的一种啮齿動物，分佈於亚美尼亚、阿塞拜疆、格鲁吉亚、伊朗和土耳其。

## 染色体

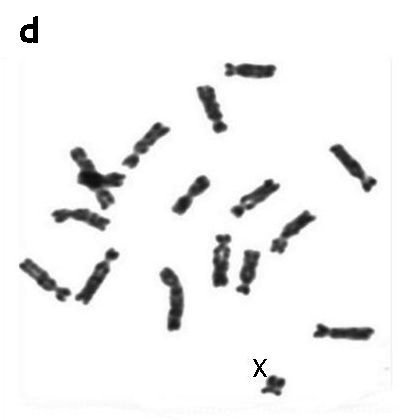
雌性土黄鼹形田鼠的中期染色体组

土黄鼹形田鼠的核型為低奇數的二倍体，2n=17,X。土黄鼹形田鼠没有SRY基因或Y染色体；兩性都具有XO性染色體組，可能源自例如E. tancrei 的男性XX性染色體組的祖先群體。土黄鼹形田鼠的性别决定仍然未知。

## 相关
- 再三鼹鼠
- 德之島裔鼠